# よこはま動物園ズーラシア
よこはま動物園ズーラシア（よこはまどうぶつえん ズーラシア）は、神奈川県横浜市旭区にある動物園である。正式名称は「横浜市立よこはま動物園」。

## 概要
- 「生命の共生・自然との調和」をメインテーマに掲げ運営。
- ズーラシア (Zoorasia) という愛称は、動物園 (Zoo) と広大な自然をイメージしたユーラシア (Eurasia) を合わせた造語で、1996年に市民公募によって選ばれた。なお、最終候補には「ズートピア」、「ラミナ（LAMINA, ANIMALの逆読み）」が残った[3]。
- 動物を世界の気候帯・地域別の8つのゾーンに分け、動物が実際に暮らす地域の環境を再現している。このため、その地域特有の植物や形態の似た植物も植えられており、動物の生息地の雰囲気を体感できる。園内の地形も起伏に富んでいる。
- 動物と来園客とを区切っている柵はなく、モートと呼ばれる溝が掘ってある（鳥類や一部の動物は檻に入っている）。モートの深さや幅は、動物の身体能力を考慮して作られているので、動物がモートを飛び越えてくる心配は無い。ユーラシアカワウソ、フンボルトペンギン、ミナミアフリカオットセイ、ホッキョクグマは、地上と水中の両方の様子を見られる。
- 世界に約300頭しかいないインドライオン、セスジキノボリカンガルー、ヤブイヌ、カンムリセイラン、ニューカレドニアにのみ生息しているオオミカドバトなど、珍しい動物が展示されている。
- 日本の動物園では珍しく、日本列島各地の動物を展示している「日本の山里」と呼ばれる展示ゾーンがある。
- 敷地内には非公開施設の横浜市繁殖センターがあり、絶滅寸前の動物を保護し繁殖を試みている。飼育動物は【哺乳類】マレーバク、【鳥類】カグー、カンムリシロムク、コンゴクジャクなど。
- 野毛山動物園の動物のほとんどをズーラシアへ移動する予定であったが、横浜市民の要望で野毛山動物園は存続が決まった。

## 沿革
- 1980年（昭和55年） 広域避難場所である野毛山公園に動物園があることを危惧した細郷道一市長の指示により郊外移転の検討開始。地形がなだらかで、環状3号線の都市計画道路である丸子中山茅ケ崎線も近く、地権者の広い土地取得が見込めたため、旧「都筑自然公園」が候補地として選定された[4]。
- 1999年（平成11年）4月24日 横浜動物の森公園内に開園。世界三大珍獣の一つであるオカピを日本国内の動物園で初めて展示した[4]。敷地内に非公開施設として横浜市繁殖センター開所[4]。
- 2003年（平成15年）4月26日 「アフリカの熱帯雨林」一部オープン[4]。
- 2004年（平成16年）多目的休憩施設「ころこロッジ」オープン。
- 2005年（平成17年）2月15日 アカカワイノシシ展示開始[4]。（横浜市の姉妹都市であるサンディエゴのサンディエゴ動物園から贈られた2頭）
- 2006年（平成18年）
  - 4月22日 自然体験林「わんぱくの森」オープン[4]。
  - 11月19日 国の天然記念物であるツシマヤマネコの危険分散飼育開始[4]。
- 2007年（平成19年）
  - 4月14日 「アカカワイノシシ舎」オープン[4]。
  - 4月28日 「ぱかぱか広場」オープン[4]。
- 2009年（平成21年）4月29日 「チンパンジーの森」オープン[5][注 1]。
- 2010年（平成22年）4月24日 園内バス「ズッピ」（オカピの装飾がされたバス）運行開始[5]。
- 2013年（平成25年）
  - 4月1日 神奈川県教育委員会教育長 藤井良一により博物館相当施設に指定[6]される。
  - 4月19日 「アフリカのサバンナ」（ふれあいエリア・疎林エリア・バードショー）先行オープン[7]、園内バス「サバンナ号」運行開始[5]。
- 2015年（平成27年）
  - 4月22日 「アフリカのサバンナ」（草原エリアなど）全面オープン[5]。キリン、エランド、シマウマ、チーターの４種の混合展示が見られる[8]。これをもって当園の全エリア（約45.3ha）が開園し、日本最大級の都市型動物園となった[9]。なお、2009年（平成21年）には、当時未開発エリアであったアフリカのサバンナ開発予定地が、開国博Y150「ヒルサイドエリア」の会場となっている。
  - 5月29日 「カンムリシロムクの血統管理に基づく累代繁殖および野生復帰事業について」により第29回古賀賞を受賞（横浜市繁殖センターと同時受賞）[10]。
- 2016年（平成28年）
  - 10月10日 累計入園者数2,000万人到達[5][11]。
  - 10月21日 台北市立動物園とパートナー動物園覚書締結（野生生物の保全などに関する協力覚書）[5][12][13]。
- 2008年（平成20年）～2017年（平成29年）にわたり、JICAの草の根技術協力事業「ウガンダ野生生物保全事業」をウガンダ野生生物教育センター (UWEC) と連携実施[14]。
- 2021年（令和3年）3月18日 日本で初めてツシマヤマネコの人工授精による繁殖に成功[15]。
- 2022年（令和4年）5月27日 「腹腔鏡下卵管内人工授精技術を用いたツシマヤマネコの飼育下繁殖」により第36回古賀賞を受賞（横浜市繁殖センターと同時受賞）[16]。

## 施設・動物一覧

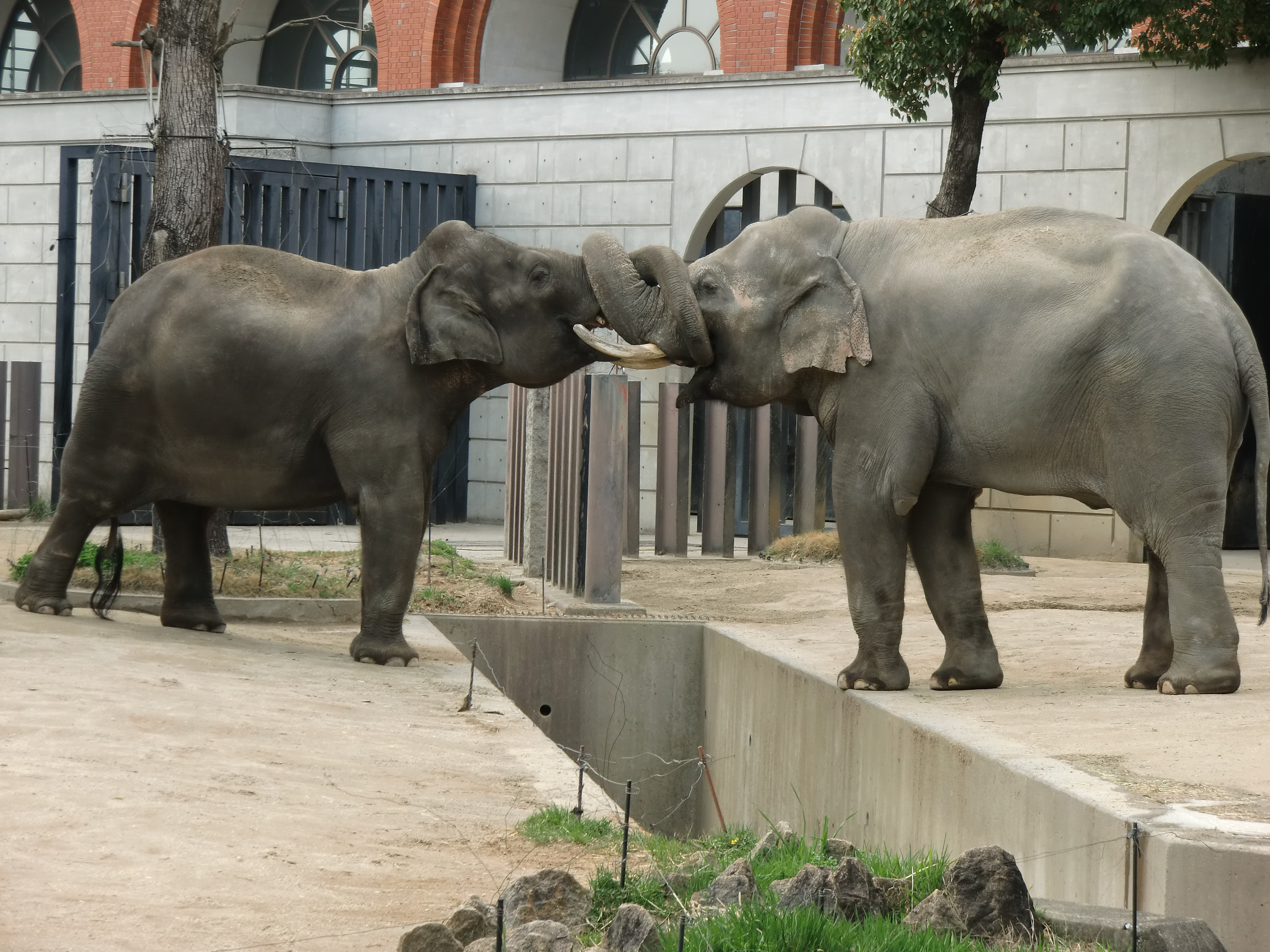
ズーラシアのインドゾウ

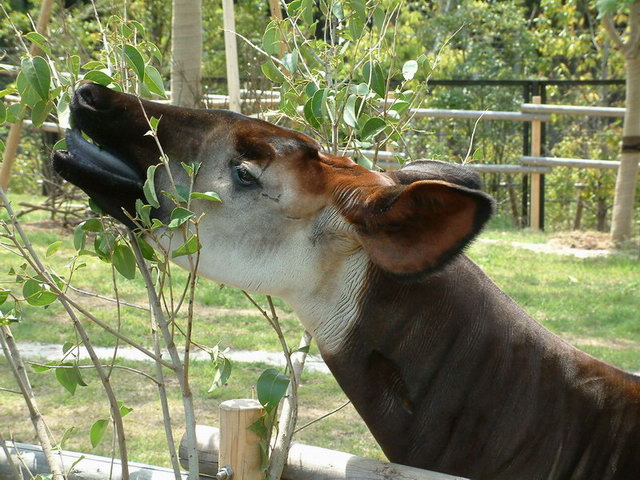
ズーラシアのオカピ

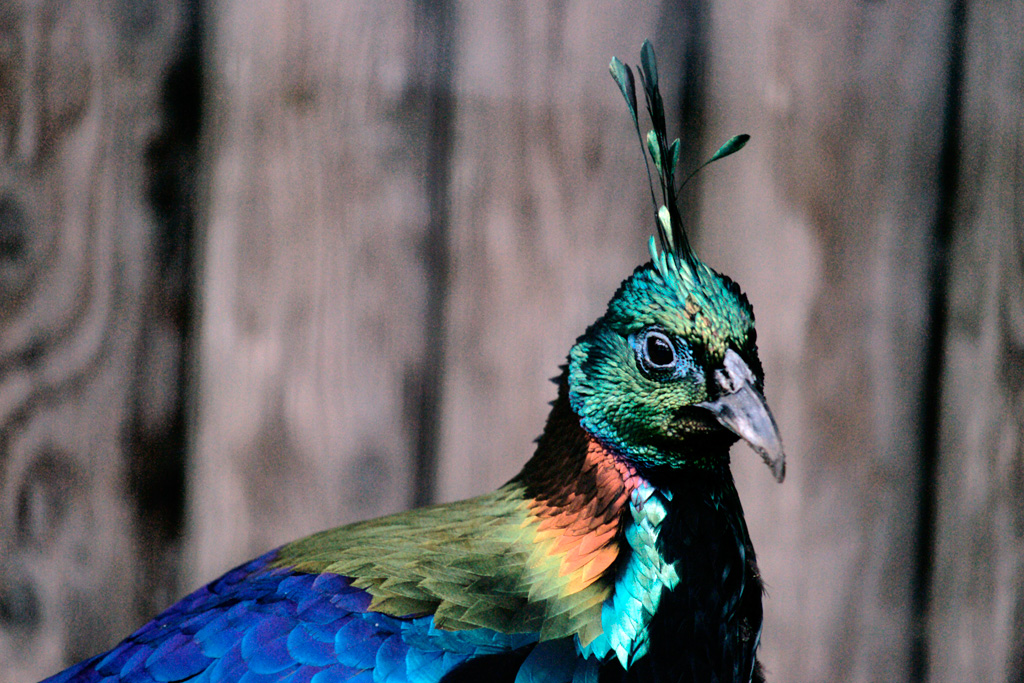
ズーラシアのニジキジ

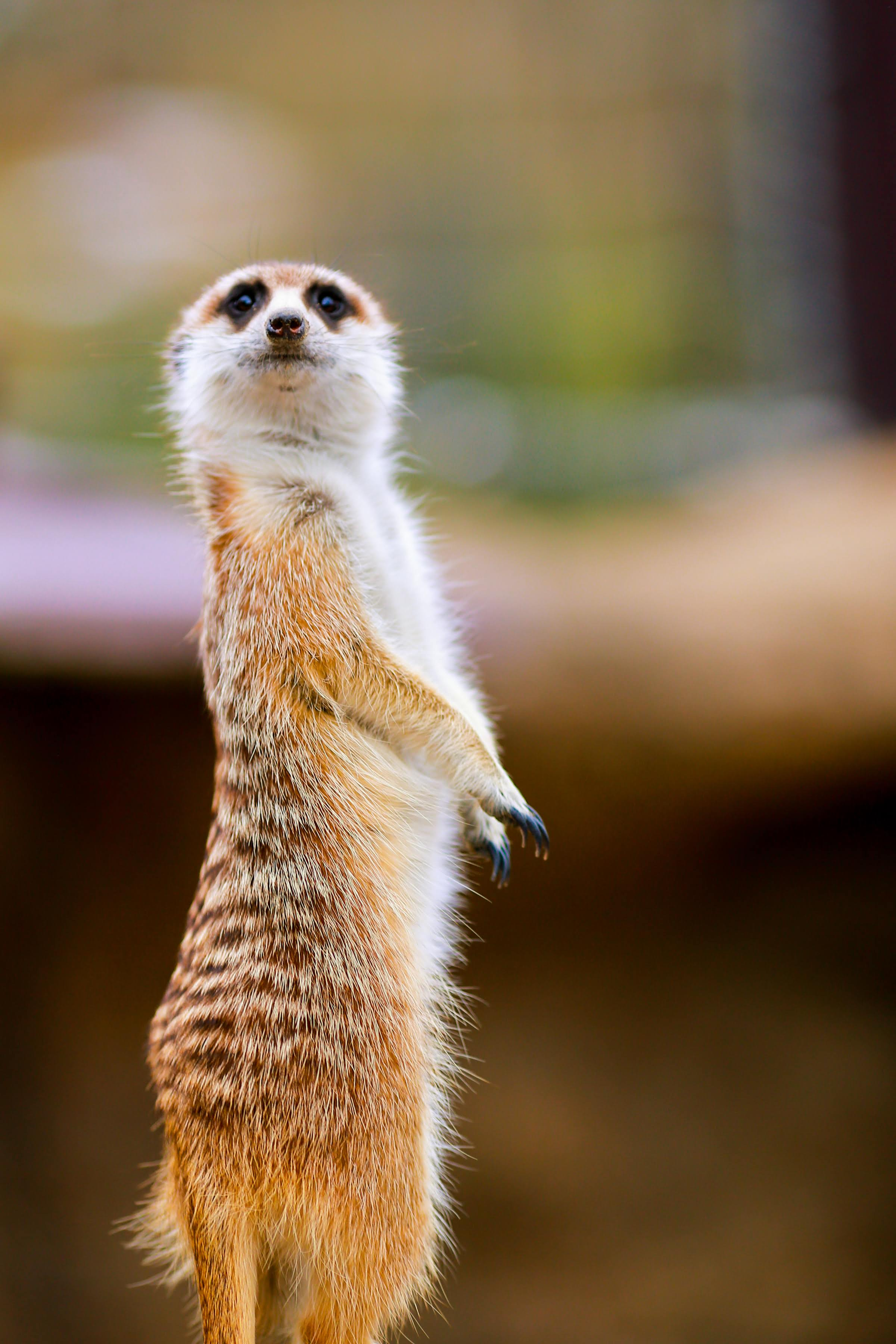
ズーラシアのミーアキャット

### 動物展示ゾーン
- アジアの熱帯林
- (アジアゾウ ボルネオオランウータン スマトラトラ インドライオン ボウシテナガザル ウンピョウ マレーバク アカアシドゥクラングール フランソワルトン シシオザル 等)
- 亜寒帯の森（ヒマラヤ、亜寒帯の森・草原・海をイメージ）
- (ゴールデンターキン レッサーパンダ  ベニジュケイ ニジキジ オウギバト アムールヒョウ ユーラシアカワウソ オオワシ フンボルトペンギン ミナミアフリカオットセイ トウホクノウサギ ホッキョクグマ シロフクロウ フクロウ等)
- オセアニアの草原（オーストラリアの乾燥した草原をイメージ）
- (アカカンガルー エミュー セスジキノボリカンガルー)
- 中央アジアの高地（中国の山岳地帯をイメージ）
- (チベットモンキー テングザル モウコノウマ ドール )
- 日本の山里
- (ニホンコウノトリ タンチョウ ツシマヤマネコ ニホンアナグマ ホンドギツネ ホンドタヌキ ニホンツキノワグマ ニホンザル)
- アマゾンの密林（アマゾン川、ジャングル、山岳地帯をイメージ）
- (アカハナグマ ウーリーモンキー オオアリクイ ヤブイヌ メガネグマ)
- アフリカの熱帯雨林
- (オカピ アフリカタテガミヤマアラシ アカカワイノシシ チンパンジー 小型爬虫類)
- アフリカのサバンナ
  - 疎林エリア
  - (アビシニアコロブス ライラックニシブッポウソウ ベニハチクイ ミナミジサイチョウ 等)
  - ふれあいエリア
  - (ヒトコブラクダ)
  - バードショー
  - 草原エリア
  - (アミメキリン グラントシマウマ エランド クロサイ リカオン チーター ライオン ケープハイラックス ミーアキャット)
- わんぱくの森
  - ぱかぱか広場
  - 自然体験林
- 横浜市繁殖センター（非公開）

### レストラン
- オージーヒル グリルレストラン（園内）
- ジャングルカフェ（園内）[17]
- サバンナテラス（園内）
- アクアテラスカフェ（園外）
  - サーティワンアイスクリーム（ハーゲンダッツカフェ→カフェトリエスティーノ→サーティワンとテナントが変更されている。なおズーラシアオリジナルの商品は引き続き販売されている）

### 売店
『ズーラシアギフトショップ』
- オージーヒル（園内）
- アクアテラス（園外）

オカピがマスコットキャラクターとなっており、着ぐるみも作られている。デザインは水玉螢之丞。

## イベント

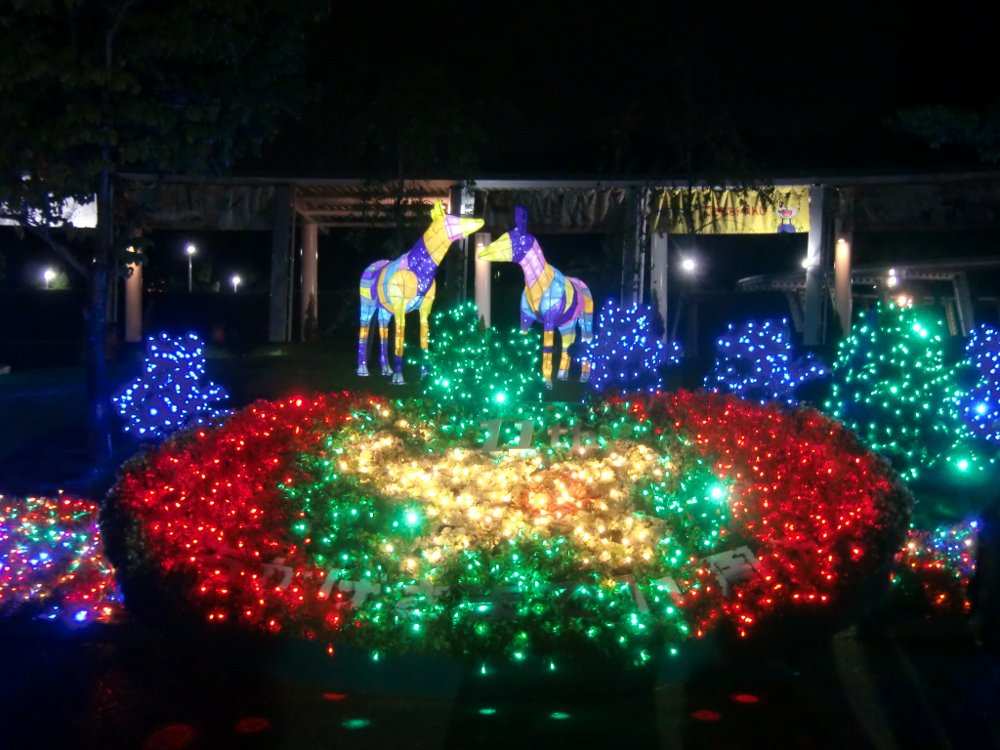
ナイトズーラシア

- ナイトズーラシア（夏休みシーズン） - 閉園時間が20時30分まで延長され、夜の動物の生態を見学できる。
- ガイドツアー - 当園ではガイドによる園内ツアーを行っており、動物の見所等を紹介してくれる。
- 飼育係のとっておきタイム - 飼育係の動物の話や動物の食事風景、動物の能力が見学できるイベントを毎日行っている。
- ズーラシア動物教室 - 動物の裏話、動物に関するクイズや工作を毎週日曜日に行っている。
- 企画展 - アマゾンセンターで企画展を開催している。
- ズーラシアンブラス - マスコットキャラクターによる金管五重奏の演奏[19]。

## 園内車両
- 園内では「ズッピ」（オカピの装飾がされたバス）と「サバンナ号」に加えて2022年（令和4年）4月から「ジャングル号」が運行されている[20]。
- 園外でも開園時よりPR目的にラッピングバスが運行され、相鉄バスと横浜市営バスがそれぞれ2台保有していたが、新車への置き換えに伴い2010年度中にいずれも廃車となった。代替となるラッピングバスは2011年時点では存在しない。

## 今後の構想など
- 当園の隣接地では植物公園（約50ha）の整備も計画されている（動物園区と合わせて横浜動物の森公園を形成）。なお、植物公園全体の整備に先駆けて、その一部エリアは2017年の全国都市緑化よこはまフェアの会場「里山ガーデン」として期間限定開園し、今後も当分の間は期間限定で開園される予定。
- 横浜市営地下鉄グリーンラインの延伸構想では当園近辺を通過経路としており、駅の設置も検討されている[21][22]。

## 歴代園長
- 増井光子（1999年4月1日[23]-2010年7月13日[24]）
- 村田浩一（2011年7月1日-現職）[25]

## 交通
公共交通機関
以下の各駅より神奈川中央交通・相鉄バスで15分ほど。※の路線は土日祝日の昼間「よこはま動物園北門」バス停（降車専用）まで運行
- 横浜線（JR東日本）・横浜市営地下鉄 - 中山駅（※相鉄旭13系統）
- 相模鉄道 - 三ツ境駅（相鉄旭33・34系統）
- 相模鉄道 - 鶴ヶ峰駅（※神奈中5系統鶴ヶ峰駅 - 動物園線）

（全路線とも経由地が異なる。また、臨時便・直行便・地元向けの早朝深夜便などもある）
なお、「里山ガーデン」での催事開催期間中には平日昼間も全ての動物園行路線が北門まで運行。また北門から正門までの間で無料送迎バスも運行
- 相鉄バス旭10・旭11・旭15系統「上白根町」バス停から中原街道を通り徒歩約10分[26]。

自動車
- 保土ヶ谷バイパスの下川井ICより約2km（7分ほど）
- 東名高速道路の横浜町田ICより下川井ICを経由して約6km (10分ほど)
- 第三京浜道路の港北ICより約7km（20分ほど）
- 当園駐車場へは中原街道動物園入口交差点より入る

（繁忙期の中原街道と、通年で横浜駅方向からの国道16号線旧道は、渋滞が激しいので注意すること）
- 駐車場：2,200台収容（8時30分 - 17時30分）
  - 料金：一般車1,000円、バス2,500円

徒歩
- 中山駅より植物公園予定地（里山ガーデン）経由で約3.5km程度
- 鶴ヶ峰駅よりふるさと尾根道緑道経由で3.7km（約90分）[27]